# Hoy No Circula
Hoy No Circula es un programa vehicular con el fin de reducir la contaminación atmosférica, aplicado en las 16 alcaldías de la Ciudad de México y en 18 municipios del Estado de México. El programa ha sido implementado con el mismo nombre en Quito, Ecuador con características similares Aplicación a: 0,00

## Aplicación en México
| Días de semana                | Días de semana          | Días de semana          | Días de semana                   | Días de semana                   |
| Día                           | Normal (Hoy no circula) | Normal (Hoy no circula) | Doble (Hoy no circula, y además) | Doble (Hoy no circula, y además) |
| Día                           | Terminación de la placa | Color de calcomanía     | Terminación de la placa          | Color de calcomanía              |
| ----------------------------- | ----------------------- | ----------------------- | -------------------------------- | -------------------------------- |
| Lunes                         | 7 o 8                   | amarillo                | 3 o 4                            | rojo                             |
| Martes                        | 5 y 6                   | rosa                    | 1 o 2                            | verde                            |
| Miércoles                     | 3 o 4                   | rojo                    | 9 o 0 y Permisos                 | azul                             |
| Jueves                        | 1 o 2                   | verde                   | 5 o 6                            | amarillo                         |
| Viernes                       | 9 o 0 y Permisos        | azul                    | 7 u 8                            | rosa                             |
| Sábados                       |                         |                         |                                  |                                  |
| Primero y tercero de cada mes | 1 3 5 7 o 9             | 1                       | -                                | -                                |
| Segundo y cuarto de cada mes  | 2 4 6 8 o 0             | 1                       | -                                | -                                |
| Todos los sábados             | Todo tipo de vehículos  | 2                       | -                                | -                                |

El programa comenzó en la última parte de 1989 y consistía en la restricción de la circulación a la quinta parte vehicular por un día entre lunes y viernes, dependiendo del último número de la placa vehicular expedida por el gobierno capitalino. El programa fue planificado para aplicarse sólo en invierno, después de la temporada de lluvia en la Ciudad de México y cuando las inversiones térmicas incrementaban la concentración de contaminantes en la atmósfera del Valle de México. Sin embargo, después del invierno de 1990, el programa se estableció de manera permanente.
El Hoy no Circula fue acompañado por un amplio monitoreo de la emisión de gases contaminantes de los automotores registrados en el Distrito Federal, revisa que deben pasar cada seis meses para que se determine si pueden circular en la capital o deben ser ajustados. Este procedimiento es llamado Programa de verificación vehicular en el Distrito Federal. 
En 1997, para estimular el empleo de nuevos vehículos automotores con un consumo de combustible más eficiente equipados con convertidor catalítico, los automóviles fabricados después de 1993 se convirtieron en candidatos a exentar la restricción a la circulación, siempre y cuando fueran presentados por sus dueños a la verificación y que los resultados de ésta fueran satisfactorios. Como resultado de ello, en 2003 sólo se restringió la circulación al 7.6% de los vehículos capitalinos cada día de la semana, bajando desde el 20% propuesto originalmente. También quedaron exceptuados del programa los vehículos que consumen gas licuado de petróleo y aquellos destinados para emergencias. Al haber cumplido 8 años en servicio, cualquier vehículo del Distrito Federal debe observar las restricciones del Hoy no circula. Para saber si un vehículo está exento o no del programa, son adheridas en los cristales del mismo una calcomanía que los distingue. A partir del año 2008, se implementa también el “Hoy no circula sabatino”, debido a que los sábados se registraban IMECAS como cualquier otro día de la semana. Este programa sigue vigente en el 2011 para los vehículos de combustión interna que no porten el holograma de la verificación vehicular “Doble cero” y “cero”. 
|                           | Holograma “00”    | Holograma “0”     | Holograma “1”     | Holograma “2”     |
| ------------------------- | ----------------- | ----------------- | ----------------- | ----------------- |
| Hidrocarburos (ppm)       | 100               | 100               | 100               | 350               |
| Volumen de CO             | 0.6 %             | 0.6 %             | 1 %               | 2.5 %             |
| Óxidos de nitrógeno (ppm) | 1000              | 1000              | 1500              | 2500              |
| Oxígeno                   | 0.6 %             | 0.6 %             | 3 %               | 3 %               |
| Suma de CO y CO2          | Entre 13 y 16.5 % | Entre 13 y 16.5 % | Entre 13 y 16.5 % | Entre 13 y 16.5 % |
| Lambda máximo             | 1.03              | 1.05              | 1.05              | 1.10              |

A partir del 9 de julio del 2015 se modificaron las condiciones básicas de evaluación para el programa “Hoy no circula“ del Distrito Federal. Estos cambios implican que el factor determinante del holograma que recibirá cada vehículo no es ya su edad, sino exclusivamente sus niveles de emisiones, descritas en la siguiente tabla; únicamente el holograma “00” mantiene la restricción de antigüedad máxima del auto de seis años.
Debido a las condiciones ambientales prevalecientes en marzo de 2016, la Comisión Ambiental de la Megalópolis determinó que del 5 de abril al 30 de junio de ese año la mecánica del programa será diferente, cumpliendo todos los autos el día de restricción vehicular sin distinción de holograma.

### Mecánica del programa
La circulación de los vehículos de uso particular, de carga, de transporte colectivo de pasajeros y taxis, que porten holograma "exento" o que hayan obtenido en el proceso de verificación vehicular el holograma “00” o “0”, quedarán exentos de todas las limitaciones establecidas en el Programa Hoy No Circula.

#### Exento

##### Vehículos híbridos y eléctricos
La constancia denominada “exento” para vehículos eléctricos e híbridos exime de la verificación vehicular y de las limitaciones del Programa Hoy No Circula. El trámite de la constancia puede ser realizado por los propietarios o poseedores de vehículos eléctricos e híbridos matriculados en la Ciudad de México o que se encuentren en posesión de los fabricantes o distribuidores de autos nuevos y sin matrícula asignada.
El 21 de abril de 2020 comenzó la deslimitación del programa Hoy No Circula para autos exentos debido a la pandemia de coronavirus en México.

#### Calcomanía "00" Doble Cero
Designada para autos con hasta 2 años de antigüedad, debiendo verificar periódicamente cada 2 años y obtener los resultados satisfactorios.
Podrán obtener este holograma:
- Unidades nuevas a gasolina año modelo 2014 y posteriores podrán obtener el holograma “00” en su primera verificación o intentos posteriores para obtener el mismo, siempre y cuando sea dentro de los 365 días posteriores a la fecha de facturación
- Unidades nuevas con PBV mayor a 3857 kg., año modelo 2014 y posteriores a diésel con tecnología EURO V, EPA 2010 o posteriores con sistemas de control de emisiones del tipo filtros de partículas. Datos que deberán ser reportados por los fabricantes o importadores de vehículos a la Dirección General de Gestión de la Calidad del Aire.
- Unidades nuevas año modelo 2014 y posteriores dedicadas a Gas Natural Comprimido, que desde su fabricación utilicen este combustible como carburante.

Los límites de emisiones que deberán cumplir son:
Los vehículos de uso particular a gasolina año modelo 2014 y posteriores cuyos niveles de emisión no excedan los siguientes límites máximos de emisión: 100 partes por millón de hidrocarburos, 0.6 % en volumen de monóxido de carbono, 1000 partes por millón de óxidos de nitrógeno, 0.6 % de oxígeno, el lambda de la unidad no deberá ser mayor a 1.03, en tanto que el resultado de la suma del monóxido de carbono y bióxido de carbono no deberá salirse del intervalo de 13 a 16.5 % en volumen.
Aquellos vehículos que por sus características deban ser valorados bajo procedimiento estático de prueba, deberán cumplir con estos mismos límites máximos permisibles, salvo en la etapa de marcha lenta en vacío en donde el límite de oxígeno será de 2.0 % en volumen y el lambda será de 1.2.
Los vehículos con PBV mayor a 3857 kg., que utilicen diésel que cumplan con estándares de emisiones EURO V, EPA 2010 o posterior, cuyos niveles de emisiones no rebasen el 0.5 de coeficiente de absorción de luz, siempre y cuando sean año modelo 2014 y posteriores.
Los vehículos a Gas Natural Comprimido, que desde su fabricación utilicen este combustible como carburante, de año modelo 2014 y posterior; cuyos niveles de emisiones no rebasen 100 ppm de hidrocarburos, 0.6 % en volumen de monóxido de carbono, 800 ppm de óxidos de nitrógeno y 0.6 % en volumen de oxígeno, lambda no mayor a 1.03 en tanto que el resultado de la suma del monóxido de carbono y bióxido de carbono no deberá salirse del intervalo de 7 a 18 % en volumen.

#### Calcomanía "0" Cero
Designada para cualquier auto que cumpla con los niveles o límites de contaminación permitidos- debiendo verificar periódicamente cada 6 meses y obtener los resultados satisfactorios.
En caso contrario, si no se tiene cualquiera de estos dos hologramas (0 o 00), está restringida la circulación de 5 a 11 todos los días, más un día a la semana y dos sábados de cada mes (calcomanía 1 placa impar primer y tercer sábado de cada mes placa par segundo y cuarto sábado de cada mes) o todos los sábados (calcomanía 2) de 5 a 22 de acuerdo a la terminación de las placas.

#### Calcomanía "1" Uno
Designada originalmente para autos de 9 a 15 años de antigüedad - debiendo verificar periódicamente cada 6 meses y al igual que la calcomanía "0" (Cero) deben obtener los resultados aprobatorios en los límites máximos de emisión.
La circulación de los vehículos de uso particular, de carga, de transporte colectivo de pasajeros y taxis, que hayan obtenido en el proceso de verificación vehicular el holograma “1”, se limita un día entre semana en un horario de las 05:00 a las 22:00 horas, con base en el último dígito numérico de la placa y/o matrícula de circulación y/o color de la calcomanía de circulación permanente (engomado), y dos sábados por cada mes.
Primer y tercer sábado de cada mes descansan números impares.
Segundo y cuarto sábado de cada mes descansan números pares.

#### Calcomanía "2" Dos
Designada originalmente para autos con más de 15 años de antigüedad - debiendo verificar periódicamente cada 6 meses y al igual que la calcomanía "0" (Cero) deben obtener los resultados aprobatorios en los límites máximos de emisión.
La circulación de los vehículos de uso particular, de carga, de transporte colectivo de pasajeros y taxis, que hayan obtenido en el proceso de verificación vehicular el holograma “2”, se limita un día entre semana, en un horario de las 05:00 a las 22:00 horas, con base en el último dígito numérico de la placa y/o matrícula de circulación y/o color de la calcomanía de circulación permanente (engomado), y todos los sábados sin importar su último dígito numérico
Esta medida busca impulsar mejores tecnologías automotrices para el control de las emisiones contaminantes. El Hoy No Circula ha sufrido modificaciones a partir del año 2008, que consisten en aplicarla también los días sábados. Cada sábado limita la circulación a los vehículos que porten un color de engomado y de acuerdo al dígito del número de placa de circulación del vehículo, en el mismo orden que la restricción de lunes a viernes, es decir, el primer sábado de cada mes no circulan los vehículos con número de placa terminada en 5 o 6, el segundo sábado con terminación 7 u 8, etc., por lo cual los vehículos con placas terminación 9 o 0 o con permisos no circulan el quinto sábado de cada mes que en 2011 sucede en los meses enero, abril, julio, octubre y diciembre.
o dígito numérico
Proceso de transición para obtener el holograma “1”
Los vehículos de uso particular a gasolina que cuenten o estén sujetos a un holograma “2”, podrán acceder al holograma “1”, siempre y cuando en el proceso de verificación vehicular acrediten el nivel de emisiones que les corresponde. El propietario podrá verificar su vehículo antes de su periodo de verificación debiendo pagar la verificación respectiva. El hecho de obtener el holograma “1” no exime al propietario del vehículo de cumplir con su verificación en el periodo que le corresponda.

#### Rechazo
Esta constancia la obtendrán aquellos vehículos cuyas emisiones rebasen los valores máximos establecidos en los numerales 7.6.1 a 7.6.3 del Programa de Verificación Vehicular Obligatoria vigente y/o que no aprueben la revisión visual de humo y/o que carezcan de alguno de los componentes de control de emisiones del vehículo (tapón del tanque de almacenamiento de combustible, bayoneta de aceite, tapón de aceite, portafiltro de aire y tubo de escape para motores ciclo Otto, y se adiciona gobernador en el caso de unidades a diésel). Así mismo, se les entregará a los propietarios de las unidades que presenten falla en la operación del convertidor catalítico o que no presenten las condiciones operativas para realizar la prueba de verificación de emisiones vehiculares.
Este mismo documento se entregará al parque vehicular al que se practique una prueba de evaluación técnica

#### Vehículos foráneos
Las fuentes móviles o vehículos matriculados en el extranjero o Entidades Federativas distintas al Distrito Federal, Estado de México y Estados que celebren convenios de homologación para el proceso de verificación vehicular, o que no porten el holograma de verificación, o que porten algún holograma no reconocido por el Distrito Federal, se limita su circulación, similar a la calcomanía 2 (un día entre semana, con base en el último dígito numérico de la placa y/o matrícula de circulación y/o color de la calcomanía de circulación permanente (engomado), y todos los sábados) sin importar su último dígito numérico en un horario de las 05:00 a las 22:00 horas; así como, en un horario matutino de lunes a viernes de las 05:00 a. m. a las 11:00 a. m.
Las fuentes móviles o vehículos de otras Entidades Federativas y del Extranjero que no cuenten con el procedimiento de verificación vehicular obligatoria, podrán obtener un holograma doble cero, cero, uno o dos mediante la verificación vehicular voluntaria de acuerdo a los lineamientos establecidos en el Programa de Verificación Vehicular Obligatoria en el Distrito Federal vigente, con el objeto de exentar algunas o todas las limitaciones del presente Programa.
Los autos provenientes de los Estados de la Megalópolis: Estado de México, Hidalgo, Morelos, Puebla y Tlaxcala podrán circular con los mismos hologramas y restricciones que les aplica a los vehículos del Distrito Federal, siempre y cuando cuenten con verificación vigente de su estado, gracias a la homologación de criterios de verificación vehicular.
A los autos provenientes del estado de Guanajuato con holograma vigente, se les aplicarán las mismas restricciones que a los vehículos del Distrito Federal. Si no cuentan con holograma "00", "0" o "2" deberán limitar su circulación un día entre semana, todos los sábados, además les aplicará la restricción vehicular de 5:00 a 11:00 de la mañana de lunes a viernes.
Los autos provenientes del estado de Querétaro con holograma vigente doble cero o cero podrán circular sin limitación en la Ciudad de México. En caso de portar holograma dos, permisos o no portar holograma, deberán limitar su circulación un día entre semana,  todos los sábados y en el horario de 5:00 a 11:00 de la mañana de lunes a viernes

#### Pase Turístico
Los vehículos provenientes de otros estados distintos a la Megalópolis y/o del extranjero, a los cuales les aplicará las limitaciones antes mencionadas podrán obtener un Pase Turístico por vía electrónica y de forma gratuita www.paseturistico.cdmx.gob.mx/pasetur/, por un periodo de 14 días al semestre o dos periodos de 7 días al semestre. Este pase turístico tiene la finalidad de incentivar el turismo en la Ciudad de México, ya que al portarlo el ciudadano visitante exentará todas las restricciones al Programa Hoy No Circula.
El Pase Turístico se otorga a vehículos del extranjero o foráneos al Distrito Federal y Estado de México, para permitir la circulación sin ninguna restricción en la Zona Metropolitana del Valle de México exentos a lo establecido en el Programa Hoy No Circula.
Este Pase Turístico puede ser obtenido una vez por semestre con una vigencia de 14 días; o bien, dos veces por semestre con una vigencia de 7 días cada una.
Se otorga únicamente a unidades de uso particular modelos uso particular, a gasolina, no mayor a quince años de antigüedad y que cuenten con la autorización o permiso de las Autoridades correspondientes para la legal permanencia de su unidad.
En el caso de vehículos que se encuentren matriculados en Morelos, Hidalgo y Tlaxcala, sin importar el año modelo, no pueden obtener el Pase Turístico, ya que los vehículos de estas entidades deben realizar una verificación para obtener un holograma en los centros de verificación de su Estado.
Si es la primera vez que ingresa a este sistema, deberá crea una cuenta para su uso.
Si ha registrado previamente vehículos en este sistema, no requiere registrarse nuevamente para tramitar un nuevo “Pase Turístico Metropolitano".

#### Vehículos exentos al hoy no circula
I. Los vehículos que porten el holograma Exento "E", Doble Cero "00" o Cero "0" obtenido en el proceso de verificación vehicular que opera en los Estados que integran la Comisión Ambiental de la Megalópolis y demás entidades federativas con quienes se suscriban convenio de homologación de verificación vehicular.
II. Servicios médicos, seguridad pública, bomberos, rescate, protección civil y servicios urbanos.
III. Cualquier servicio, tratándose de vehículos que no emitan contaminantes derivados de la combustión (por ejemplo, aquellos que utilicen energía solar, eléctrica, etc.).
IV. Vehículos de transporte escolar con la debida acreditación.
V. Las carrozas, cortejos fúnebres y transporte de servicios funerarios (en servicio).
VI. Vehículos que transporten a personas discapacitadas y que además cuenten con placa de matrícula de identificación de discapacidad o que porten el documento que para tal fin expida la autoridad competente.
VII. Aquellos en los que se manifiesta o se acredite una emergencia médica.
VIII. El servicio público federal de transporte de pasajeros.
IX. Servicio público local de transporte de pasajeros quedará exento de la limitación de la circulación única y exclusivamente durante Contingencia Ambiental Atmosférica.
X. Los vehículos con placas de auto antiguo.
Xl. Los casos no previstos en las fracciones anteriores, serán resueltos por la Secretaría del Medio Ambiente del Estado de México, a través de la Dirección General de Prevención y Control de la Contaminación Atmosférica.

#### Transporte público y de carga
La circulación de los vehículos de transporte público y privado de carga, que hayan obtenido en el proceso de verificación vehicular el holograma “1”, se limita un día entre semana y dos sábados por cada mes, en un horario de las 05:00 a las 22:00 horas; los que hayan obtenido el holograma “2”, se limita su circulación un día entre semana y todos los sábados, con base en el último dígito numérico de la placa y/o matrícula de circulación y/o color de la calcomanía de circulación permanente (engomado).
Tratándose de vehículos que presten el servicio público federal de transporte de carga, conforme al numeral 4.28 del Programa de Verificación Vehicular vigente, deberán circular preferentemente en los horarios definidos en colaboración con la Secretaría de Movilidad y la Secretaría de Seguridad Pública ambas del Distrito Federal, además deberán de suscribir convenios de autorregulación y de buenas prácticas logísticas con el Gobierno del Distrito Federal, cabe señalar que las unidades ostensiblemente contaminantes serán sancionadas por la autoridad. Estas unidades podrán verificar en los Centros de Verificación autorizados por la Secretaría del Medio Ambiente del Distrito Federal de forma voluntaria.
El transporte colectivo de pasajeros que cuente con la autorización correspondiente de la Secretaría de Transporte y Vialidad en caso de obtener hologramas “1” o “2”, conforme al numeral 4.25 del Programa de Verificación Vehicular vigente, deberán limitar su circulación un día entre semana y un sábado del mes, de acuerdo a la terminación de su placa en un horario de las 10:00 a las 22:00 h.
Transporte público de pasajeros (colectivos: autobuses, micros y combis) en caso de obtener hologramas “1” o “2” deberán limitar su circulación un día entre semana y un sábado del mes, de acuerdo a la terminación de su placa en un horario de las 10:00 a. m. a las 10:00 p. m.; de acuerdo al numeral 4.26 del Programa de Verificación Vehicular.
La limitación a la circulación los días sábado será de la siguiente manera:
• El primer sábado de cada mes los vehículos con engomado color amarillo y terminación de placas 5 y 6;
• El segundo sábado de cada mes los vehículos con engomado color rosa y terminación de placas 7 y 8;
• El tercer sábado de cada mes los vehículos con engomado color rojo y terminación de placas 3 y 4;
• El cuarto sábado de cada mes los vehículos con engomado color verde terminación de placas 1 y 2;
• El quinto sábado, en aquellos meses que lo contengan, los vehículos con engomado color azul y terminación de placas 9 y 0, o con permisos de circulación que no cuenten con el número de placa preasignado.
Taxis en caso de portar holograma “1” o “2” deberá limitar su circulación un día entre semana y dos sábados (holograma “1”) o todos los sábados (holograma “2”), de acuerdo a la terminación de su placa en un horario de 5:00 a 22:00 horas (igual que un vehículo de uso particular). Tablas 1 y 2 de los Numerales IV.3 y IV.4 del Programa Hoy No Circula.

### Cobertura
Al mes de marzo de 2010, el programa aplica en La Ciudad de México y 18 municipios conurbados del Estado de México: Atizapán de Zaragoza, Coacalco de Berriozabal, Cuautitlán, Cuautitlán Izcalli, Chalco, Chimalhuacan, Chicoloapan, Ecatepec de Morelos, Huixquilucan, Ixtapaluca, La Paz, Naucalpan de Juárez, Nezahualcóyotl, Nicolás Romero, Tecámac, Tlalnepantla de Baz, Tultitlán y Valle de Chalco Solidaridad.
Desde el 2 de julio de 2012 los vehículos emplacados en el Estado de Hidalgo, de cualquier modelo y año, acceden al Holograma Dos, y pueden circular sin restricción de horario en el Distrito Federal y el Estado de México, sólo dejando de circular el día y el sábado que les corresponda, de acuerdo con la terminación de placas y color del engomado de la unidad. Derivado de las negociaciones del Gobierno del Estado de Hidalgo, a través de la Secretaría de Medio Ambiente y Recursos Naturales, con sus homólogos del Distrito Federal y el Estado de México.

## Aplicación en Quito
La restricción inicialmente implementada como "Pico y Placa" desde 2010 proponía la limitación de circulación de vehículos durante un día a la semana de acuerdo al último número de la placa, en dos turnos durante las horas pico entre las 7:00 y las 9:30 en la mañana y entre las 16:00 y las 19:30 en la tarde y noche.
Esta restricción se extendió a partir del 9 de septiembre de 2019, a 15 horas entre las 05:00 a 20:00 con el objetivo de facilitar el proceso de rehabilitación vial y repavimentación de 110 kilómetros de vías.
El calendario de restricción se mantiene de acuerdo a:
| DÍA       | N.º PLACA |
| --------- | --------- |
| LUNES     | 1 y 2     |
| MARTES    | 3 y 4     |
| MIÉRCOLES | 5 y 6     |
| JUEVES    | 7 Y 8     |
| VIERNES   | 9 y 0     |